# Deon Kayser
Pour les articles homonymes, voir Kayser.
Pas d'image ? Cliquez ici

a Compétitions nationales et continentales officielles uniquement.

b Matchs officiels uniquement.
Dernière mise à jour le 12 février 2024.
 Deon Jerome Kayser, né le 3 juillet 1970 à Uitenhage (Afrique du Sud), est un joueur de rugby à XV qui a joué avec l'équipe d'Afrique du Sud et avec les Sharks dans le Super 12. Il évoluait au poste de trois-quarts aile (1,75 m pour 78 kg).

## Carrière

### En équipe nationale
Deon Kayser dispute son premier test match le 19 juin 1999 contre l'équipe d'Italie. Son dernier test match est contre l'équipe de Nouvelle-Zélande, le 25 août 2001.
Il a joué cinq matchs de la Coupe du monde 1999.

## Palmarès
- 13 sélections avec l'équipe d'Afrique du Sud
- Sélections par année :  9 en 1999,  4 en 2001